# 张桂平 (1962年)
张桂平（1962年4月—），辽宁本溪人，汉族，女，中华人民共和国政治人物、第十一届全国人民代表大会辽宁地区代表。

## 生平
毕业于东北大学计算机软件与理论专业。加入九三学社，担任沈阳航空工业学院人机智能研究中心教授、中心主任，后升任沈阳北软信息职业技术学院院长。2008年起担任全国人大代表。2018年2月24日，当选为第十三届全国人大代表。